# Augustin-Charles d’Aviler
Augustin-Charles d’Aviler (* 1653 in Paris; † 23. Juni 1701 in Montpellier) war ein französischer Architekt.

## Leben
D’Aviler stammte aus einer Familie der Noblesse de robe, des französischen Amtsadels. Er war ein Schüler des Architekten Jean-François Blondel. 1674 erhielt er ein Stipendium zum Studium an der Académie de France à Rome. Das Schiff, das ihn nach Rom bringen sollte, wurde von Korsaren gekapert und er wurde 18 Monate in Algier und später in Tunis gefangen gehalten. Schließlich konnte er von 1676 bis 1679 in Rom bei Charles Errard studieren.
D’Aviler übersetzte 1685 Vincenzo Scamozzis architektonisches Standardwerk L’idea della architettura universale das auf den Säulenordnungen von Andrea Palladio und Giacomo Barozzi da Vignola aufbaut. Seine praktische Ausbildung erhielt er 1684 bis 1689 bei Jules Hardouin-Mansart. D’Aviler wurde von Kriegsminister Louvois protegiert, der ihm 1691 ermöglichte das zweibändige Standardwerk Cours d’architecture qui comprend les ordres de Vignole zu veröffentlichen.
D’Aviler ließ sich in Montpellier nieder, wo er u. a. die von François d’Orbay konzipierte Porte du Peyrou baute. In Montpellier ist auch die Kirche Saint-Denis sein Werk. Zu seinen Werken gehört auch das Hôtel de ville de Nîmes.

## Werke
- Augustin-Charles d’Aviler (Übersetzer): Les cinq ordres d’architecture de Vincent Scamozzi, Paris 1685 Digitalisat

- Leonhard Christoph Sturm (Übersetzer und Bearbeiter): Auszführliche Anleitung zu der gantzen Civil-Baukunst: Worinnen Nebst denen fünff Ordnungen von J. Bar. de Vignola, Wie auch dessen und des berühmten Mich. Angelo, vornehmsten Gebäuden, Alles was in der Baukunst … vorkommen mag, berühret, an deutlichen Beyspielen erkläret, und mit schönen Rissen erläutert, Amsterdam 1699 Digitalisat der UB Heidelberg

- Cours d’architecture qui comprend les ordres de Vignole
  - Band 1, Paris 1691 Digitalisat
  - Band 2, Paris 1691 Digitalisat

- Dictionnaire d’architecture civile et hydraulique et des arts qui en dépendent, Paris 1755 gallica Digitalisat